# Иванов, Дмитрий Павлович
Дмитрий Павлович Ивано́в (1923—1985) — командир стрелкового взвода 173-го гвардейского стрелкового полка 58-й гвардейской стрелковой дивизии 5-й гвардейской армии 1-го Украинского фронта, гвардии лейтенант.

## Биография
Родился 27 мая 1923 года в городе Спасске (в 1925—2005 годах — Беднодемьяновск) Тамбовской губернии в крестьянской семье. Русский. Окончив 9 классов, работал счетоводом на кожевенном заводе в городе Спасск-Рязанский Рязанской области.
В Рабоче-крестьянской Красной Армии с октября 1941 года. В 1942 году окончил ускоренный курс Подольского военного пехотного училища, эвакуированного в город Иваново. На фронтах Великой Отечественной войны с октября 1942 года. Член ВКП(б) с 1944 года.
Командир взвода 173-го гвардейского стрелкового полка (58-я гвардейская стрелковая дивизия, 5-я гвардейская армия, 1-й Украинский фронт) гвардии лейтенант Дмитрий Иванов особо отличился в бою 20 января 1945 года. В этот день, несмотря на ураганный огонь неприятеля, офицер-гвардеец первым во главе вверенного ему подразделения ворвался в село Боронув, расположенное юго-западнее польского города Ченстохов, уничтожив десятки гитлеровцев. После этого взвод гвардии лейтенанта Дмитрия Иванова преодолел реку Одер севернее города Оппельн (ныне — Ополе, Польша), захватил плацдарм у города Гуттентаг (ныне — Добродзень, Польша) и удерживал его до подхода основных сил 173-го гвардейского стрелкового полка.
Указом Президиума Верховного Совета СССР от 27 июня 1945 года (опубликован в газете «Правда» от 29 июня 1945 года, № 154 [9925]) за образцовое выполнение боевых заданий командования на фронте борьбы с немецко-фашистскими захватчиками и проявленные при этом мужество и героизм гвардии лейтенанту Иванову Дмитрию Павловичу присвоено звание Героя Советского Союза с вручением ордена Ленина и медали «Золотая Звезда» (№ 6044).
После войны Д. П. Иванов продолжал службу в армии. В 1951 году он окончил курсы усовершенствования офицерского состава. С 1969 года полковник Д. П. Иванов — в запасе.
Жил в городе Воронеже, работал в Воронежском политехническом институте. Скончался 24 июня 1985 года. Похоронен на Юго-Западном кладбище.

## Награды и звания

Бюст на Аллее Героев в Спасске

- Медаль «Золотая Звезда» (27.6.1945);
- орден Ленина (27.6.1945);
- орден Отечественной войны I степени (6.4.1985);
- орден Отечественной войны II степени (24.5.1945);
- орден Красной Звезды (19.3.1944);
- иностранный орден и медаль.
- Почётный гражданин города Богучар (Воронежская область).

## Увековечение памяти
Бюст Дмитрия Иванова установлен на Аллее Героев в парке города Спасска Пензенской области.